# Persone di nome Tom
| Questa pagina contiene informazioni ricavate automaticamente dalle voci biografiche con l'ausilio del template Bio e di un bot. L'aggiornamento è periodico e automatico e ricostruisce completamente la pagina. Se manca una persona in questa lista, sei pregato di non aggiungerla, ma accertati piuttosto che la sua voce biografica contenga il template Bio e che i dati anagrafici siano correttamente compilati. Se il template Bio manca, inseriscilo tu stesso o, in alternativa, metti l'avviso {{tmp\|Bio}} che ne segnala la mancanza. Se i dati riportati sono sbagliati, correggi direttamente la voce biografica; le modifiche saranno visibili in questa lista entro pochi giorni. Per chiarimenti vedi il progetto antroponimi. La lista contiene solo le 391 persone che sono citate nell'enciclopedia e per le quali è stato implementato correttamente il template Bio. Pagina aggiornata al 6 ago 2025. |

Questa è una lista di persone presenti nell'enciclopedia che hanno il nome Tom, suddivise per attività principale.

## Allenatori di calcio(16)
- Tom Freddy Aune, allenatore di calcio e ex calciatore norvegese (Oslo, n. 1970)
- Tom Caluwé, allenatore di calcio e ex calciatore belga (Rumst, n. 1978)
- Tom Heinemann, allenatore di calcio e ex calciatore statunitense (St. Louis, n. 1987)
- Tom Van Imschoot, allenatore di calcio e ex calciatore belga (Tienen, n. 1981)
- Tom Kovary, allenatore di calcio e calciatore italiano
- Tom Køhlert, allenatore di calcio e ex calciatore danese (Brøndby, n. 1947)
- Tom Lund, allenatore di calcio e ex calciatore norvegese (Lillestrøm, n. 1950)
- Tom Nordlie, allenatore di calcio norvegese (n. 1962)
- Tom Prahl, allenatore di calcio svedese (Smedstorp, n. 1949)
- Tom Saintfiet, allenatore di calcio e ex calciatore belga (Mol, n. 1973)
- Tom Soehn, allenatore di calcio e ex calciatore statunitense (Chicago, n. 1966)
- Tom Soetaers, allenatore di calcio e ex calciatore belga (Tienen, n. 1980)
- Tom Starke, allenatore di calcio e ex calciatore tedesco (Dresda, n. 1981)
- Tom Kåre Staurvik, allenatore di calcio e ex calciatore norvegese (Bodø, n. 1970)
- Tom Stenvoll, allenatore di calcio e ex calciatore norvegese (Andenes, n. 1978)
- Tom Watson, allenatore di calcio inglese (Newcastle upon Tyne, n. 1859 - Liverpool, † 1915)

## Allenatori di pallacanestro(2)
- Tom Abatemarco, allenatore di pallacanestro statunitense (Brentwood, n. 1949)
- Tom Barrise, allenatore di pallacanestro statunitense (Paterson, n. 1954 - † 2022)

## Allenatori di tennis(1)
- Tom Vanhoudt, allenatore di tennis e ex tennista belga (Diest, n. 1972)

## Alpinisti(2)
- Tom Ballard, alpinista britannico (Belper, n. 1988 - Nanga Parbat, † 2019)
- Tom George Longstaff, alpinista britannico (Londra, n. 1875 - † 1964)

## Altisti(1)
- Tom Gale, altista britannico (Bath, n. 1998)

## Animatori(2)
- Tom Sito, animatore statunitense (Brooklyn, n. 1956)
- Tom Snyder, animatore, sceneggiatore e produttore televisivo statunitense (n. 1949)

## Apneisti(1)
- Tom Sietas, apneista tedesco (Amburgo, n. 1977)

## Arbitri di calcio(2)
- Tom Harald Hagen, arbitro di calcio norvegese (Grue, n. 1978)
- Tom Henning Øvrebø, ex arbitro di calcio norvegese (Oslo, n. 1966)

## Architetti(1)
- Tom Turner, architetto inglese (Woking, n. 1946)

## Artisti marziali misti(1)
- Tom Watson, artista marziale misto britannico (Southampton, n. 1982)

## Astronomi(3)
- Tom Boles, astronomo inglese (n. 1944)
- Tom Glinos, astronomo canadese (n. 1960)
- Tom Stafford, astronomo statunitense

## Atleti paralimpici(1)
- Tom Habscheid, atleta paralimpico lussemburghese (n. 1986)

## Attori pornografici(2)
- Tom Byron, attore pornografico e regista statunitense (Houston, n. 1961)
- Tom Chase, attore pornografico statunitense (Columbus, n. 1965)

## Attori teatrali(1)
- Tom Francis, attore teatrale britannico (Thorpe Morieux, n. 1999)

## Autori di giochi(1)
- Tom Wham, autore di giochi e illustratore statunitense (Chester, n. 1944)

## Autori di videogiochi(1)
- Tom Chilton, autore di videogiochi statunitense (n. 1968)

## Aviatori(1)
- Tom Webb-Bowen, aviatore inglese (n. 1879 - † 1956)

## Bassi-baritoni(1)
- Tom Krause, basso-baritono finlandese (Helsinki, n. 1934 - Amburgo, † 2013)

## Bassisti(3)
- Tom Fowler, bassista statunitense (Salt Lake City, n. 1951 - Salt Lake City, † 2024)
- Tom Kennedy, bassista statunitense (Saint Louis, n. 1960)
- King ov Hell, bassista norvegese (n. 1974)

## Batteristi(1)
- Tom Skinner, batterista, percussionista e produttore discografico inglese (Londra, n. 1980)

## Biologi(2)
- Tom Knight, biologo e ingegnere statunitense
- Tom Maniatis, biologo statunitense (Denver, n. 1943)

## Canoisti(1)
- Tom Liebscher, canoista tedesco (Dresda, n. 1993)

## Cantanti(6)
- Tom Dawes, cantante statunitense (Albany, n. 1944 - New York, † 2007)
- Tom Grennan, cantante britannico (Bedford, n. 1995)
- Tom Hugo, cantante, compositore e musicista norvegese (Kristiansand, n. 1979)
- Tom Keifer, cantante e musicista statunitense (Springfield, n. 1961)
- Tom Meighan, cantante britannico (Leicester, n. 1981)
- Tom Rush, cantante statunitense (Portsmouth, n. 1941)

## Cantautori(4)
- Tom Baxter, cantautore britannico (Ipswich, n. 1973)
- Tom Dice, cantautore belga (Eeklo, n. 1989)
- Tom Leeb, cantautore, attore e comico francese (Parigi, n. 1989)
- Tom McRae, cantautore britannico (Chelmsford, n. 1969)

## Cestisti(6)
- Tom Digbeu, cestista francese (Barcellona, n. 2001)
- Tom Hammonds, ex cestista statunitense (Fort Walton Beach, n. 1967)
- Tom Maayan, cestista canadese (Montréal, n. 1993)
- Tom Sewell, ex cestista statunitense (Pensacola, n. 1962)
- Tom Sluby, ex cestista e allenatore di pallacanestro statunitense (Washington, n. 1962)
- Tom Wamukota, cestista keniota (Bungoma, n. 1993)

## Chitarristi(4)
- Tom Fogerty, chitarrista statunitense (Berkeley, n. 1941 - Scottsdale, † 1990)
- Tom Maxwell, chitarrista statunitense (Baltimora, n. 1968)
- Tom Patricola, chitarrista, comico e ballerino statunitense (New Orleans, n. 1891 - Pasadena, † 1950)
- Tom Verlaine, chitarrista, cantante e compositore statunitense (Morristown, n. 1949 - New York, † 2023)

## Combinatisti nordici(1)
- Tom Sandberg, ex combinatista nordico norvegese (Rana, n. 1955)

## Compositori(1)
- Tom Hiel, compositore statunitense

## Conduttori radiofonici(1)
- Tom Blom, conduttore radiofonico e conduttore televisivo olandese (L'Aia, n. 1946 - Den Dungen, † 2017)

## Conduttori televisivi(1)
- Tom Stiansen, conduttore televisivo e ex sciatore alpino norvegese (Asker, n. 1970)

## Criminali(1)
- Tom Ketchum, criminale statunitense (San Saba, n. 1863 - Clayton, † 1901)

## Critici letterari(1)
- Tom Taylor, critico letterario e scrittore inglese (Bishopwearmouth, n. 1817 - Londra, † 1880)

## Culturisti(1)
- Tom Platz, culturista statunitense (Southern California, n. 1955)

## Designer(2)
- Tom Dixon, designer britannico (Sfax, n. 1959)
- Tom Tjaarda, designer statunitense (Detroit, n. 1934 - Torino, † 2017)

## Direttori della fotografia(1)
- Tom Malloy, direttore della fotografia, montatore e sceneggiatore statunitense (New York, n. 1897 - Los Angeles, † 1973)

## Dirigenti d'azienda(1)
- Tom Mockridge, dirigente d'azienda, imprenditore e giornalista neozelandese (Lower Hutt, n. 1955)

## Dirigenti sportivi(5)
- Tom Fodstad, dirigente sportivo e ex calciatore norvegese (n. 1966)
- Tom Southam, dirigente sportivo e ex ciclista su strada britannico (Penzance, n. 1981)
- Tom Steels, dirigente sportivo e ex ciclista su strada belga (Sint-Gillis-Waas, n. 1971)
- Tom Telesco, dirigente sportivo statunitense (Buffalo, n. 1972)
- Tom Veelers, dirigente sportivo e ex ciclista su strada olandese (Ootmarsum, n. 1984)

## Disc jockey(2)
- Tom Donahue, disc jockey e produttore discografico statunitense (South Bend, n. 1928 - † 1975)
- Matoma, disc jockey e produttore discografico norvegese (Åsnes, n. 1991)

## Doppiatori(2)
- Tom Gibis, doppiatore e attore statunitense (West St. Paul, n. 1965)
- Tom Kane, doppiatore statunitense (Overland Park, n. 1962)

## Drammaturghi(3)
- Tom Eyen, drammaturgo, librettista e paroliere statunitense (Cambridge, n. 1940 - Palm Beach, † 1991)
- Tom McGrath, drammaturgo, pianista e poeta scozzese (Rutherglen, n. 1940 - Kingskettle, † 2009)
- Tom Stoppard, drammaturgo, sceneggiatore e regista britannico (Zlín, n. 1937)

## Editori(1)
- Thomas Hedley, editore e sceneggiatore britannico (Rugby)

## Esploratori(1)
- Tom Crean, esploratore e militare irlandese (Annascaul, n. 1877 - Cork, † 1938)

## Fondisti(1)
- Tom Reichelt, ex fondista tedesco (Marienberg, n. 1982)

## Fotografi(1)
- Tom Kelley, fotografo statunitense (Filadelfia, n. 1919 - Los Angeles, † 1984)

## Fumettisti(5)
- Tom DeFalco, fumettista e curatore editoriale statunitense (New York, n. 1950)
- Tom King, fumettista e scrittore statunitense (Washington, n. 1978)
- Tom Palmer, fumettista statunitense (New York, n. 1942 - Oakland, † 2022)
- Tom Peyer, fumettista statunitense (Syracuse, n. 1954)
- Tom Veitch, fumettista statunitense (n. 1941 - Bellows Falls, † 2022)

## Giocatori di football americano(4)
- Tom Compton, giocatore di football americano statunitense (Rosemount, n. 1989)
- Tom Knight, ex giocatore di football americano statunitense (Summit, n. 1973)
- Tom Moore, ex giocatore di football americano statunitense (Goodlettsville, n. 1938)
- Tom Ricketts, ex giocatore di football americano statunitense (Pittsburgh, n. 1966)

## Giocatori di poker(2)
- Tom Franklin, giocatore di poker statunitense (Fresno, n. 1950)
- Tom Schneider, giocatore di poker statunitense (Indianapolis, n. 1959)

## Giocatori di snooker(5)
- Tom Aiken, giocatore di snooker scozzese
- Tom Carpenter, giocatore di snooker gallese (Newport, n. 1887)
- Tom Ford, giocatore di snooker inglese (Glen Parva, n. 1983)
- Tom Newman, giocatore di snooker inglese (Lincolnshire, n. 1894 - Londra, † 1943)
- Tom Reece, giocatore di snooker gallese (n. 1873 - † 1953)

## Golfisti(1)
- Tom Kim, golfista sudcoreano (Seoul, n. 2002)

## Hockeisti su ghiaccio(1)
- Tom McVie, hockeista su ghiaccio, allenatore di hockey su ghiaccio e dirigente sportivo canadese (Trail, n. 1935 - Vancouver, † 2025)

## Hockeisti su prato(1)
- Tom Boon, hockeista su prato belga (Bruxelles, n. 1990)

## Imprenditori(4)
- Tom Anderson, imprenditore statunitense (San Diego, n. 1970)
- Tom Blomfield, imprenditore britannico (n. 1985)
- Tom Doshi, imprenditore e politico albanese (Scutari, n. 1966)
- Tom Steyer, imprenditore, filantropo e politico statunitense (New York, n. 1957)

## Informatici(3)
- Tom Brigham, informatico e programmatore statunitense
- Tom Hall, informatico statunitense (Wisconsin, n. 1964)
- Tom Jennings, informatico e attivista statunitense (Boston, n. 1955)

## Ingegneri(1)
- Tom Mueller, ingegnere statunitense (St. Maries, n. 1961)

## Matematici(2)
- Tom M. Apostol, matematico e saggista statunitense (Helper, n. 1923 - † 2016)
- Tom Kilburn, matematico e informatico britannico (Dewsbury, n. 1921 - † 2001)

## Mezzofondisti(2)
- Tom Compernolle, mezzofondista belga (Bruges, n. 1975 - Zedelgem, † 2008)
- Tom Nyariki, ex mezzofondista e maratoneta keniota (n. 1971)

## Multiplisti(1)
- Tom Waddell, multiplista, dirigente sportivo e attivista statunitense (Paterson, n. 1937 - San Francisco, † 1987)

## Musicisti(4)
- Tom Barman, musicista e regista belga (Anversa, n. 1972)
- Tom Dumont, musicista e produttore discografico statunitense (Los Angeles, n. 1968)
- Junkie XL, musicista, compositore e polistrumentista olandese (Lichtenvoorde, n. 1967)
- Tom Middleton, musicista, disc jockey e compositore inglese (Banbury, n. 1971)

## Nuotatori(2)
- Tom Bruce, nuotatore statunitense (Red Bluff, n. 1952 - † 2020)
- Tom Stock, ex nuotatore statunitense (Stati Uniti D'America, n. 1942)

## Pattinatori di velocità su ghiaccio(1)
- Tom Erik Oxholm, ex pattinatore di velocità su ghiaccio norvegese (Larvik, n. 1959)

## Pianisti(1)
- Tom Brier, pianista e compositore statunitense (Oakdale, n. 1971)

## Piloti automobilistici(7)
- Tom Belsø, pilota automobilistico danese (Søborg, n. 1942 - Rushden, † 2020)
- Tom Blomqvist, pilota automobilistico britannico (Cambridge, n. 1993)
- Tom Dillmann, pilota automobilistico francese (Mulhouse, n. 1989)
- Tom Gamble, pilota automobilistico britannico (Epperstone, n. 2001)
- Tom Kristensen, ex pilota automobilistico danese (Hobro, n. 1967)
- Tom Trana, pilota automobilistico svedese (Kristinehamn, n. 1937 - † 1991)
- Tom Walkinshaw, pilota automobilistico e dirigente sportivo britannico (Midlothian, n. 1946 - Midlothian, † 2010)

## Piloti di rally(1)
- Tom Kristensson, pilota di rally svedese (Lund, n. 1991)

## Piloti motociclistici(4)
- Tom Hayward, pilota motociclistico britannico (Lincoln, n. 1982)
- Tom Herron, pilota motociclistico britannico (Lisburn, n. 1948 - Portrush, † 1979)
- Tom Kipp, pilota motociclistico statunitense (Willoughby, n. 1968)
- Tom Vialle, pilota motociclistico francese (Avignone, n. 2000)

## Pistard(1)
- Tom Derache, pistard francese (Lilla, n. 1999)

## Pittrici(1)
- Tom Seidmann-Freud, pittrice e illustratrice austriaca (Vienna, n. 1892 - Berlino, † 1930)

## Politici(6)
- Tom Benetollo, politico italiano (Vigonza, n. 1951 - Roma, † 2004)
- Tom Dehaene, politico belga (Bruges, n. 1969)
- Tom Chris Korologos, politico, diplomatico e giornalista statunitense (Salt Lake City, n. 1933 - Washington, † 2024)
- Tom Spencer, politico britannico (Nottingham, n. 1948 - † 2023)
- Tom Van Grieken, politico belga (Anversa, n. 1986)
- Tom Vandenkendelaere, politico belga (Roeselare, n. 1984)

## Produttori discografici(4)
- Tom Allom, produttore discografico e tastierista britannico
- Tom Denney, produttore discografico, compositore e chitarrista statunitense (Ocala, n. 1982)
- Tom Moulton, produttore discografico statunitense (Schenectady, n. 1940)
- Tom Werman, produttore discografico statunitense (Boston, n. 1945)

## Produttori televisivi(1)
- Tom McGillis, produttore televisivo canadese

## Pugili(7)
- Tom Bethea, ex pugile statunitense (New York, n. 1944)
- Tom Bogs, pugile danese (Copenaghen, n. 1944 - Copenaghen, † 2023)
- Tom Cribb, pugile inglese (Bristol, n. 1781 - Londra, † 1848)
- Tom Molineaux, pugile statunitense (Virginia, n. 1784 - Dublino, † 1818)
- Tom Schwarz, pugile tedesco (Halle, n. 1994)
- Tom Sharkey, pugile statunitense (Dundalk, n. 1874 - † 1953)
- Tom Spring, pugile inglese (Witchend in Fownhope, n. 1795 - † 1851)

## Rapper(1)
- Reket, rapper, produttore discografico e attore estone (Tallinn, n. 1985)

## Registi(12)
- Tom Buckingham, regista, sceneggiatore e fotografo statunitense (Chicago, n. 1895 - † 1934)
- Tom Clegg, regista britannico (Lancashire, n. 1934 - † 2016)
- Tom Dey, regista e produttore cinematografico statunitense (Hanover, n. 1965)
- Tom Donahue, regista e produttore cinematografico statunitense (Rhinebeck, n. 1968)
- Tom Kalin, regista, sceneggiatore e produttore cinematografico statunitense (Chicago, n. 1960)
- Tom McLoughlin, regista, sceneggiatore e attore statunitense (Los Angeles, n. 1950)
- Tom Moore, regista cinematografico, regista televisivo e regista teatrale statunitense (Meridian, n. 1943)
- Tom Six, regista, sceneggiatore e produttore cinematografico olandese (Alkmaar, n. 1973)
- Tom Terriss, regista, attore e sceneggiatore britannico (Londra, n. 1872 - New York, † 1964)
- Tom Tykwer, regista, sceneggiatore e compositore tedesco (Wuppertal, n. 1965)
- Tom Vaughan, regista scozzese (Glasgow, n. 1969)
- Tom Waller, regista e produttore cinematografico thailandese (n. 1974)

## Registi teatrali(1)
- Tom Morris, regista teatrale, drammaturgo e produttore teatrale britannico (Stamford, n. 1964)

## Rugbisti a 15(2)
- Tom May, rugbista a 15 inglese (Londra, n. 1979)
- Tom Robertson, rugbista a 15 australiano (Wellington, n. 1994)

## Saltatori con gli sci(3)
- Tom Hilde, ex saltatore con gli sci norvegese (Bærum, n. 1987)
- Tom Kristiansen, ex saltatore con gli sci norvegese (n. 1956)
- Tom Levorstad, ex saltatore con gli sci norvegese (n. 1957)

## Sceneggiatori(5)
- Tom Fontana, sceneggiatore e produttore televisivo statunitense (Buffalo, n. 1951)
- Tom Kapinos, sceneggiatore e produttore televisivo statunitense (Levittown, n. 1969)
- Tom MacRae, sceneggiatore, librettista e drammaturgo britannico (Weedon Bec, n. 1977)
- Tom Reed, sceneggiatore statunitense (Shelton, n. 1901 - Long Beach, † 1961)
- Tom Root, sceneggiatore, produttore televisivo e doppiatore statunitense (Iowa City, n. 1973)

## Sciatori alpini(1)
- Tom Verbeke, sciatore alpino belga (n. 1997)

## Scrittori(13)
- T. Coraghessan Boyle, scrittore statunitense (Peekskill, n. 1948)
- Tom Egeland, scrittore norvegese (Oslo, n. 1959)
- Tom Hodgkinson, scrittore britannico (Newcastle, n. 1968)
- Tom Kromer, scrittore statunitense (Huntington, n. 1906 - Huntington, † 1969)
- Tom Lanoye, scrittore, sceneggiatore e drammaturgo belga (Sint-Niklaas, n. 1958)
- Tom McCarthy, scrittore inglese (Londra, n. 1969)
- Tom Perrotta, scrittore e sceneggiatore statunitense (Garwood, n. 1961)
- Tom Robbins, scrittore statunitense (Blowing Rock, n. 1932 - La Conner, † 2025)
- Tom Ruegger, scrittore statunitense (Metuchen, n. 1954)
- Tom Segev, scrittore, giornalista e storico israeliano (Gerusalemme, n. 1945)
- Tom Sharpe, scrittore inglese (Londra, n. 1928 - Palafrugell, † 2013)
- Tom Rob Smith, scrittore inglese (Londra, n. 1979)
- Tom Wood, scrittore britannico (Burton upon Trent, n. 1978)

## Scrittori di fantascienza(2)
- Tom Godwin, autore di fantascienza statunitense (n. 1915 - † 1980)
- Tom Maddox, autore di fantascienza statunitense (Beckley, n. 1945 - † 2022)

## Skater(1)
- Tom Schaar, skater statunitense (Malibù, n. 1999)

## Sollevatori(1)
- Tom Goegebuer, ex sollevatore belga (Gand, n. 1975)

## Stuntman(1)
- Tom Morga, stuntman e attore statunitense (Burbank, n. 1941)

## Tastieristi(2)
- Tom Brislin, tastierista, cantante e pianista statunitense (Trenton, n. 1968)
- Tom Coster, tastierista e compositore statunitense (Detroit, n. 1941)

## Tennisti(6)
- Tom Edlefsen, ex tennista statunitense (Oakland, n. 1941)
- Tom Gorman, ex tennista statunitense (Seattle, n. 1946)
- Tom Gullikson, ex tennista statunitense (La Crosse, n. 1951)
- Tom Kempers, ex tennista olandese (Bussum, n. 1969)
- Tom Leonard, ex tennista statunitense (Des Moines, n. 1948)
- Tom Nijssen, ex tennista olandese (Maastricht, n. 1964)

## Tiratori a segno(1)
- Tom Seeberg, tiratore a segno norvegese (Drammen, n. 1860 - Drammen, † 1938)

## Triplisti(1)
- Tom Yaacobov, triplista israeliano (n. 1992)

## Trombettisti(1)
- Tom Harrell, trombettista statunitense (Urbana, n. 1946)

## Trombonisti(1)
- Tommy Malone, trombonista statunitense (Hattiesburg, n. 1947)

## Tuffatori(1)
- Tom Waldsteiner, tuffatore tedesco (Berlino, n. 2002)

## Ultramaratoneti(1)
- Tom Evans, ultramaratoneta e fondista di corsa in montagna inglese (Heathfield, n. 1992)

## Velisti(2)
- Tom Burton, velista australiano (Sydney, n. 1990)
- Tom Slingsby, velista australiano (Sydney, n. 1984)

## Vescovi anglicani(1)
- Tom Shaw, vescovo anglicano statunitense (Battle Creek, n. 1945 - West Newbury, † 2014)

## Wrestler(1)
- Salvatore Sincere, wrestler statunitense (Filadelfia, n. 1966)

## Zoologi(1)
- Tom Iredale, zoologo inglese (n. 1880 - † 1972)

## Senza attività specificata(1)
- Tom McLaury, pistolero statunitense (New York, n. 1853 - Tombstone, † 1881)